# 旬阳坝镇
旬阳坝镇是中国陕西省安康市宁陕县下辖的一个镇。

## 行政区划
旬阳坝镇下辖以下行政区：
旬阳坝村、大茨沟村、七里沟村、月河村